# Strato II
Strato II "Soter" (tiếng Hy Lạp cổ: Στράτων B΄ ὁ Σωτήρ, Strátōn B΄ ho Sotḗr; có nghĩa là "Người Bảo Trợ") là một vị vua Ấn-Hy Lạp. Ông cai trị từ khoảng năm 25 TCN cho đến năm 10 CN theo Bopearachchi. RC Senior cho rằng triều đại của ông có lẽ đã kết thúc một thập kỷ trước đó.

## Cai Trị
Strato II đã cai trị ở miền đông Punjab, có thể ông đặt kinh đô ở Sagala (hiện nay là Sialkot, Pakistan), hoặc có thể là ở thành phố Bucephala (Plutarch, p. 48 n. 5).
Lãnh thổ của ông đã bị Rajuvula, vua Ấn-Scythia của Mathura, xâm chiếm và ông đã trở thành vị vua cuối cùng trong số các vị vua Ấn-Hy Lạp, cùng với con trai của ông  Strato (III) Soter Philopator, người đã đồng trị vì theo như trên một số tiền xu của ông và cũng đã ban hành tiền xu riêng của ông ta.
Một vài đồng bạc với một chân dung khác nhau và dòng chữ Strato Soter Dikaios cũng có thể thuộc về Strato III là vị vua duy nhất, hoặc cho một vị vua thứ tư có tên là Strato.(Điều nay Cho thấy rằng các đồng tiền của Strato I đã gần đây được quy cho hai vị vua khác nhau, có thực sự có thể có được năm vị vua tên là Strato.)
Cũng giống như các vua trước đó Strato I, cuối cùng là Stratons I được cho là thuộc về triều đại của Menander I, người cũng sử dụng danh hiệu Soter và biểu tượng đứng của Pallas Athena.
| Tiền triều: Apollophanes | Vua Ấn-Hy Lạp (Miền đông Punjab) (25 TCN - 10 CN) | Kế vị: Vua Ấn-Scythia Rajuvula |